# Eustrotia algira
Eustrotia algira är en fjärilsart som beskrevs av Charles Oberthür 1881. Eustrotia algira ingår i släktet Eustrotia och familjen nattflyn. Inga underarter finns listade i Catalogue of Life.